# Gran Valparaíso
Gran Valparaíso – zespół miejski w Chile w regionie Valparaíso. głównym miastem jest Valparaíso, poza nim w skład regionu wchodzą gminy Viña del Mar, Quilpué, Villa Alemana i Concón. Powierzchnia Gran Valparaíso wynosi 402 km². Liczba ludności wynosi 951 311 osób (2017), a gęstość zaludnienia 2368,8 os./km².

## Transport
Szybka kolej miejska Limache – Puerto (dawniej znana jako Metro Valparaíso) łączy wszystkie gminy zespołu z wyjątkiem Concón, a także leżące poza zespołem miasto Limache.